# シンポ
シンポ株式会社（英: SHINPO CO., LTD.）は、愛知県名古屋市名東区に本社を置く無煙ロースターメーカー。

## 概要
無煙ロースターは国内で70%以上のシェアを持ち、海外でも1000店舗以上で導入されている。海外はアジア地区のみならず北米、ヨーロッパでも導入されており、世界トップシェアとされる。
近年では、店舗のトータルプロデュースにも力を入れており、内装のデザインなど一定の評価を得ている。

## 沿革
- 1971年4月 - 名古屋市中区に株式会社エーワイ食機を設立。
- 1973年9月 - 販売能力と機構の充実のため、名古屋市千種区に本社を移転。
- 1979年11月 - 無煙ロースター（モスマック）の販売を開始。
- 1980年4月 - 商号をシンポ株式会社に変更。資本金を10,000,000円に増資。愛知県春日井市に春日井工場を建設し、製造を開始。
- 1985年
  - 6月 - 資本金を30,000,000円に増資。
  - 10月 - 業務の拡大と機構の充実のため、名古屋市名東区に本社を移転。
  - 11月 - 新製品開発のため、技術開発部を新設し、ロースター開発を開始。
- 1986年7月 - 販売基盤を強化するため、埼玉県大宮市に東京支店を開設
- 1989年9月 - 春日井工場から撤退し、三好町に名古屋工場を建設。
- 1991年5月 -  販売基盤強化のため、東京都台東区に東京支店を移転。
- 1992年
  - 6月 - 北海道地方の営業拠点として、札幌市豊平区に札幌支店を開設
  - 11月 - 関西地方の営業拠点として、大阪市淀川区に大阪支店を開設。
- 1993年9月 - 東北地方の営業拠点として、仙台市太白区に仙台営業所を開設。
- 1994年11月 - 大阪市淀川区に大阪支店を移転。
- 1995年
  - 2月 - ショールーム付事務所として東京都千代田区に東京支店を移転。
  - 9月 - 販売基盤を強化するため、福岡市博多区に福岡営業所を、埼玉県大宮市東大宮に大宮営業所を開設。
- 1997年1月 - 株式を店頭市場で公開。
- 1999年4月 - 大阪府吹田市に大阪支店を移転
- 2000年9月 - 名古屋工場がISO 9001認証取得。
- 2003年
  - 6月 - さいたま営業所を東京支店へ統合。東京支店を東京都北区に移転
  - 8月 - 福岡営業所を福岡市博多区榎田に移転
- 2004年1月 - 札幌市白石区に札幌支店を移転
- 2006年1月 - ISO 14001認証取得（2018年1月認証返上）
- 2007年9月 - 業務の拡充を図るため、札幌支店を北海道支社に改名
- 2011年7月 - 北海道支社を業務の効率化を図るため、札幌支店に戻す。上海に子会社　神府貿易（上海）有限公司を設立し、同社に出資
- 2013年10月 - 子会社・フードクロス・マネジメント株式会社を設立
- 2015年6月 - フードクロス・マネジメントを清算
- 2018年
  - 1月 - 米国子会社SHINPO AMERICA,INC.を設立
  - 12月 - 福岡市東区へ福岡営業所を移転
- 2019年
  - 2月 - 福岡市東区に福岡アミ洗浄工場新設
  - 7月 - さいたま市緑区にさいたま営業所を新設
  - 8月 - 横浜市中区に横浜営業所新設
- 2021年9月 - 業務の拡充を図るため、札幌支店を北海道東北支店に改名
- 2022年
  - 1月 - メンテナンス部門の組織強化とサービス向上を目的に、さいたま営業所を東京MS事業所に改名
  - 7月 - 業務の拡充を図るため、福岡営業所を九州支店に改名
  - 4月 - みよし市に新名古屋工場完成

## 事業所
- 本社 - 愛知県名古屋市名東区
- 北海道東北支店 - 北海道札幌市白石区
- 東京支店 - 東京都北区王子
- 名古屋支店 - 愛知県名古屋市名東区
- 大阪支店 - 大阪府吹田市江坂町
- 九州支店 - 福岡県福岡市東区
- 仙台営業所 - 宮城県仙台市太白区
- 横浜営業所 - 神奈川県横浜市中区
- 東京MS事業所 - 埼玉県さいたま市緑区
- 海外事業部 - 東京都北区王子
- 新名古屋工場 - 愛知県みよし市明知町
- 福岡アミ洗浄工場 - 福岡県福岡市東区

## 関連会社
- 神府貿易（上海）有限公司